# معدن برکلی

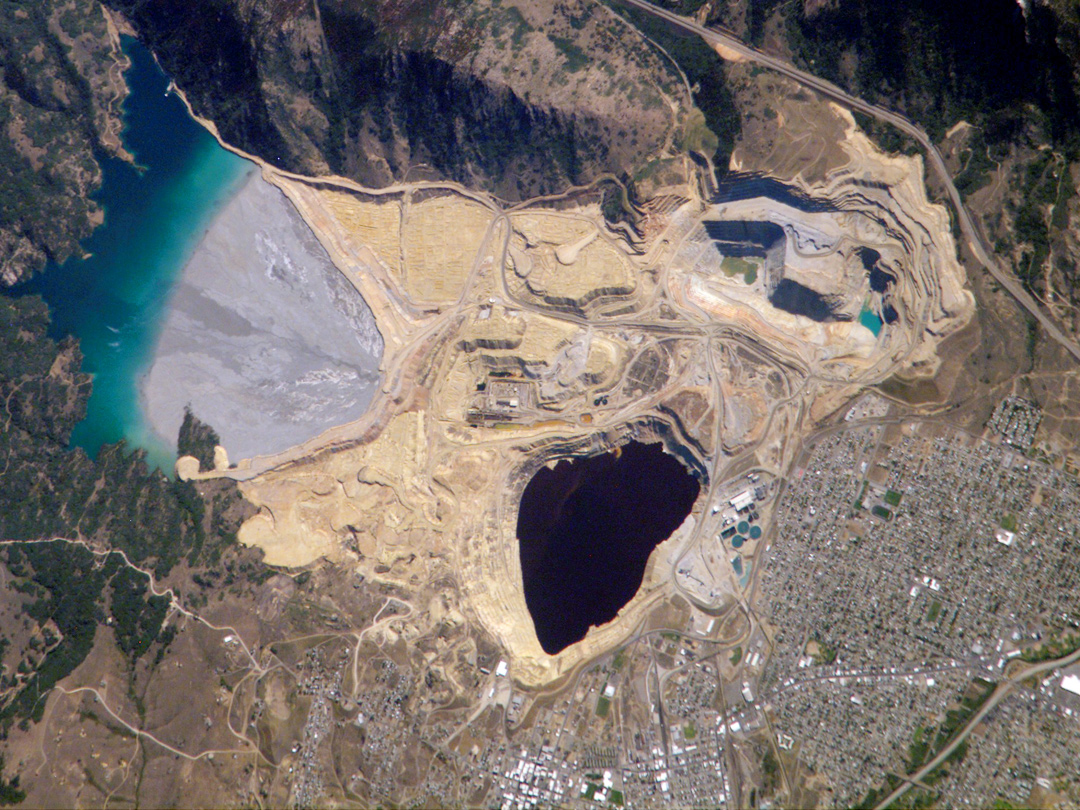

معدن برکلی، یک معدن روباز مس سابق در غرب ایالات متحده آمریکا است که در شهر بیوت، ایالت مونتانا واقع شده است. این گودال حدود یک مایل (۱٫۶ کیلومتر) طول و نیم مایل (۸۰۰ متر) عرض دارد و عمق آن تقریباً به ۱۷۸۰ فوت (۵۴۰ متر) می‌رسد. این گودال تا عمق حدود ۹۰۰ فوت (۲۷۰ متر) با آبی پر شده است که خاصیت اسیدی دارد (با سطح pH بین ۴٫۱ تا ۴٫۵)، که تقریباً به اندازه اسیدیته آبجو یا گوجه‌فرنگی است.
در نتیجه، آب این گودال حاوی فلزات سنگین و فلزات محلول متعددی است که از طریق فرآیندی طبیعی به نام زهکشی اسیدی سنگ از صخره‌ها بیرون کشیده می‌شوند. این فلزات محلول شامل مس، آرسنیک، کادمیوم، روی و اسید سولفوریک هستند. اما فقط محدود به این موارد نمی‌شود.
این معدن در سال ۱۹۵۵ توسط شرکت «آناکوندا کاپر ماینینگ» افتتاح شد و بعدها توسط شرکت «آتلانتیک ریچفیلد» (آرکو) اداره شد تا اینکه در تاریخ ۲۲ آوریل ۱۹۸۲ تعطیل شد. پس از تعطیلی معدن، پمپ‌های آب در معدن کلی که در عمق ۳۸۰۰ فوتی (۱۲۰۰ متری) از سطح زمین قرار داشت، خاموش شدند و آب‌های زیرزمینی به تدریج شروع به پر کردن گودال برکلی کردند. این آب‌ها با سرعتی در حدود یک فوت (۳۰ سانتی‌متر) در ماه بالا آمدند. از زمان بسته شدن معدن، سطح آب در این گودال تا فاصله‌ای کمتر از ۱۵۰ فوت (۴۶ متر) از «سطح محافظتی» بالا آمده است؛ سطحی که در صورت عبور از آن، ممکن است آب آلوده وارد نهرها و منابع آبی محلی شود. به همین دلیل، از اکتبر سال ۲۰۱۹ یک واحد تصفیه آب در این محل فعال شده است.
بازدید از گودال برکلی برای گردشگران امکان‌پذیر است و در محل یک سکو برای تماشا و یک مرکز بازدیدکنندگان کوچک فراهم شده است.

## تاریخچه

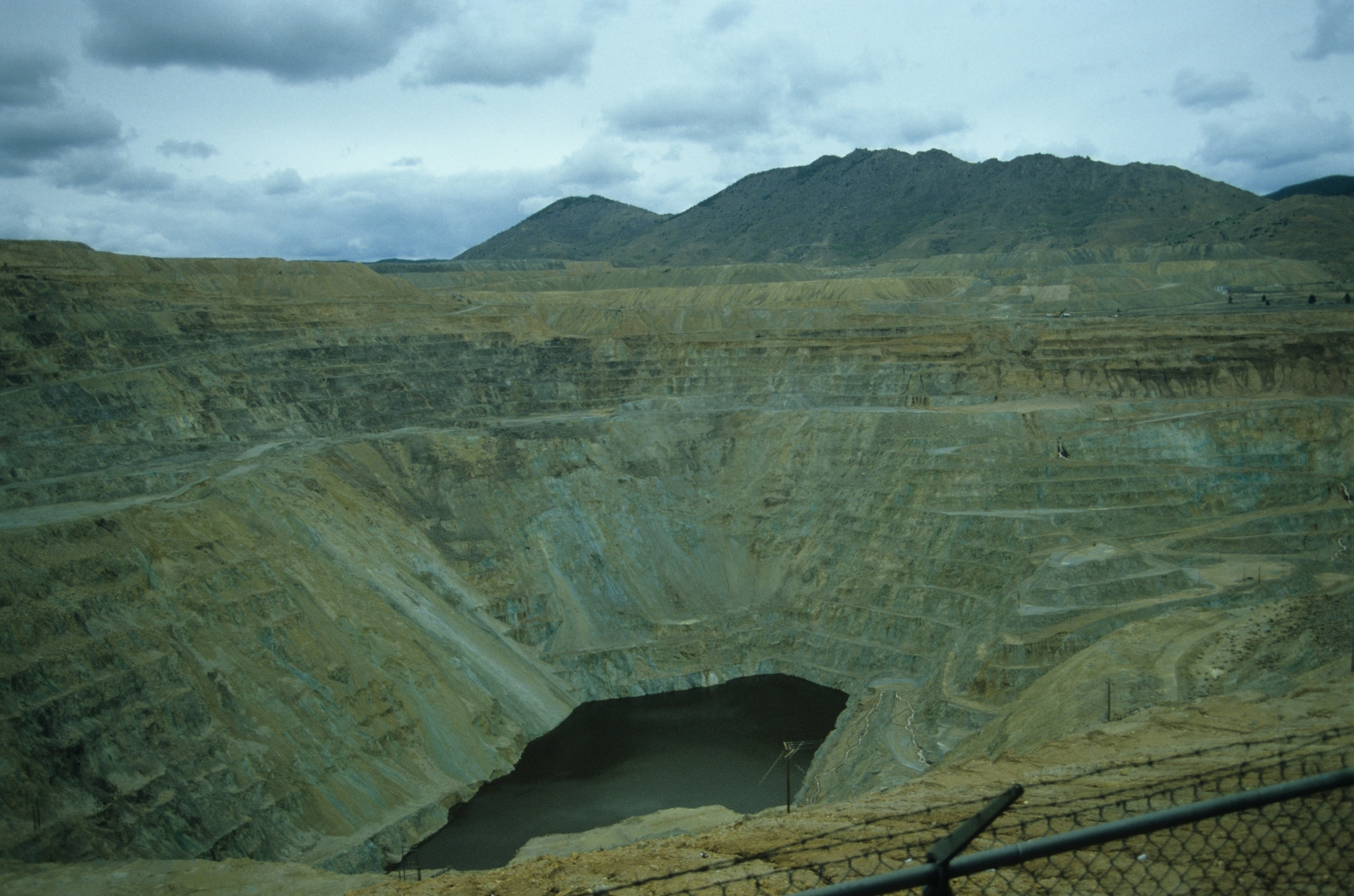
گودال برکلی در ماه مه ۱۹۸۴. به سطح آب بسیار بالاتر در نمای جدیدترِ چشم‌ماهی، در زیر، توجه کنید.

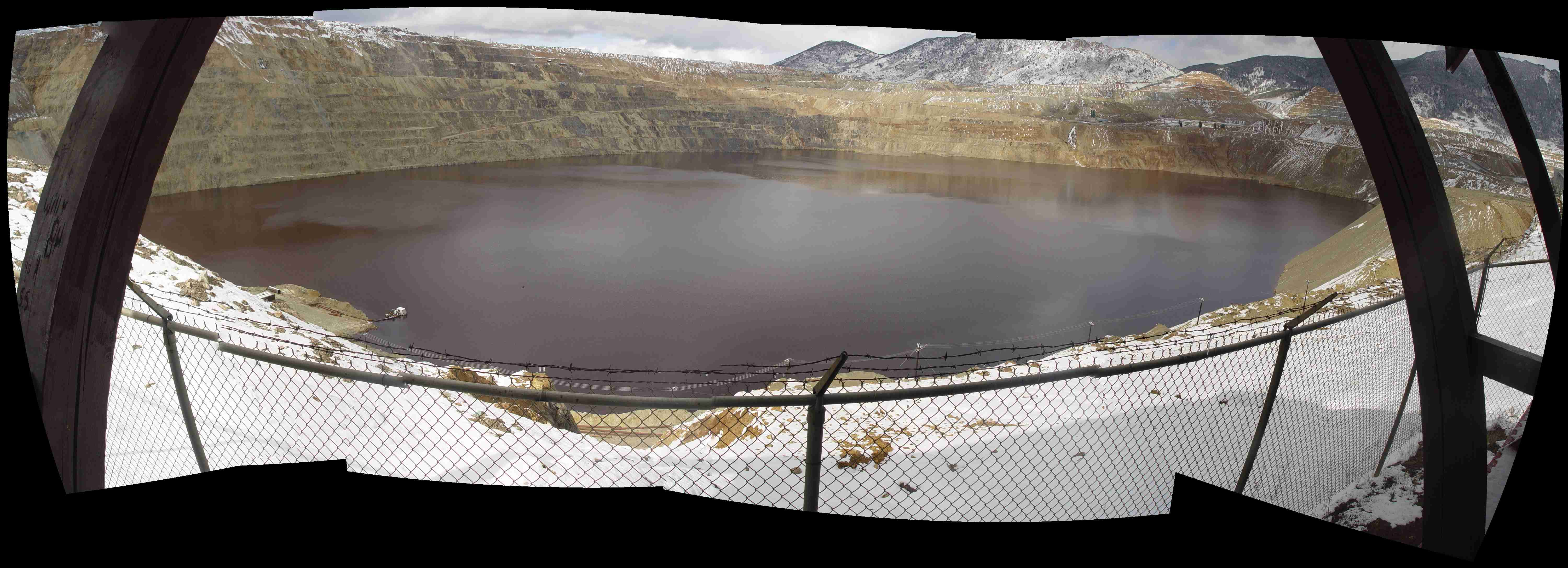
نمای ترکیبی چشم ماهی از گودال برکلی، آوریل ۲۰۰۵

معدن زیرزمینی برکلی روی یک رگه معدنی برجسته واقع شده بود که از سیستم رگه‌ای اصلی آناکوندا به سمت جنوب‌شرق امتداد داشت؛ سیستمی که گاهی از آن با عنوان «پربارترین تپه روی زمین» یاد می‌شود.
وقتی عملیات استخراج روباز در نزدیکی دهانه معدن برکلی در ژوئیه ۱۹۵۵ آغاز شد، نام این معدن قدیمی به گودال جدید اختصاص یافت. شیوه استخراج روباز جایگزین روش زیرزمینی شد، چرا که از نظر اقتصادی بسیار مقرون‌به‌صرفه‌تر و از نظر ایمنی نیز بسیار کم‌خطرتر از استخراج زیرزمینی بود.
در همان سال نخست فعالیت، گودال روزانه ۱۷٬۰۰۰ تن سنگ معدن با عیار ۰٫۷۵٪ مس استخراج می‌کرد. در نهایت، حدود یک میلیارد تن ماده معدنی از گودال برکلی استخراج شد.
مس، فلز اصلی استخراج‌شده بود، اما فلزات دیگری نیز مانند نقره و طلا از این معدن به دست می‌آمدند.
در طول سال اول بهره‌برداری، این معدن روزانه ۱۷۰۰۰ تن سنگ معدن با عیار ۰٫۷۵ درصد مس استخراج کرد. در نهایت، حدود ۱٬۰۰۰٬۰۰۰٬۰۰۰ تن مواد از گودال برکلی استخراج شد. مس فلز اصلی تولید شده بود، اگرچه فلزات دیگری نیز از جمله نقره و طلا استخراج می‌شدند.
در دهه ۱۹۷۰، برای گسترش گودال، دو منطقه مسکونی و بخش بزرگی از ناحیه شرقی و پرجمعیت پیشین شهر بیوت از بین رفت. شرکت آناکوندا خانه‌ها، کسب‌وکارها و مدارس جوامع کارگری «میدرویل»، «ایست بیوت» و «مک‌کوئین» را که در شرق محل گودال قرار داشتند، خریداری کرد. بسیاری از این خانه‌ها تخریب، دفن یا به جنوب بیوت منتقل شدند. به ساکنان، مبلغی معادل ارزش بازار برای املاکشان پرداخت شد.

## آلودگی، سمیت و پاکسازی

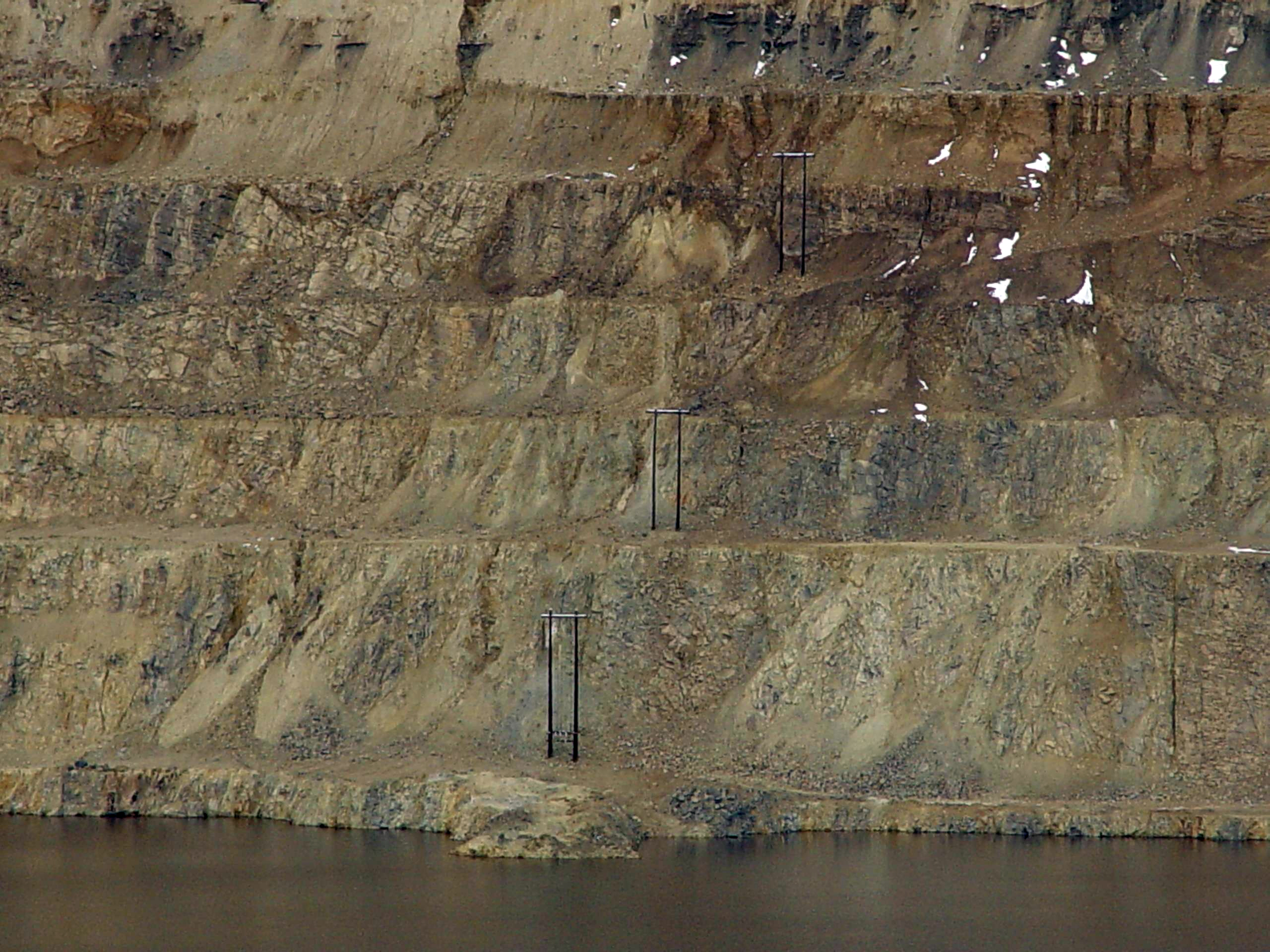
چشم‌انداز: تیرهای برق از دیواره‌های گودال پایین می‌آیند. قطب‌ها در نمای ترکیبی چشم‌ماهی بالا، آوریل ۲۰۰۵، کمی در سمت راست مرکز قرار دارند.

گودال برکلی در محدوده عملیاتی «سیلاب معدن بیوت» قرار دارد که بخشی از سایت سوپرفاند آژانس حفاظت محیط زیست ایالات متحده آمریکا (EPA) در منطقه «سیلور بو کریک / بیوت» محسوب می‌شود.
خود گودال در سال ۱۹۸۷ به فهرست فدرال سایت‌های آلوده سوپرفاند افزوده شد.

### آب
گودال برکلی در موقعیتی پایین‌دست قرار دارد و مانند یک حوضچه جمع‌آوری برای آب‌های آلوده عمل می‌کند. به همین دلیل، در حال حاضر بخشی فعال از راهکار زیست‌محیطی این محدوده عملیاتی به‌شمار می‌رود.
در سال ۲۰۱۹، یک پروژه آزمایشی تصفیه آب آغاز شد که طی آن آب گودال برکلی تصفیه شده و در محل تلاقی «سیلور بو کریک» و «بلکتِیل کریک» رهاسازی می‌شود. هدف از این اقدام، جلوگیری از آلودگی آب‌های زیرزمینی محلی در اثر افزایش سطح آب گودال بود.
هزینه ساخت این تصفیه‌خانه ۱۹ میلیون دلار بود و ظرفیت طراحی‌شده آن، تصفیه ده میلیون گالن آب در روز است.

## نگارخانه

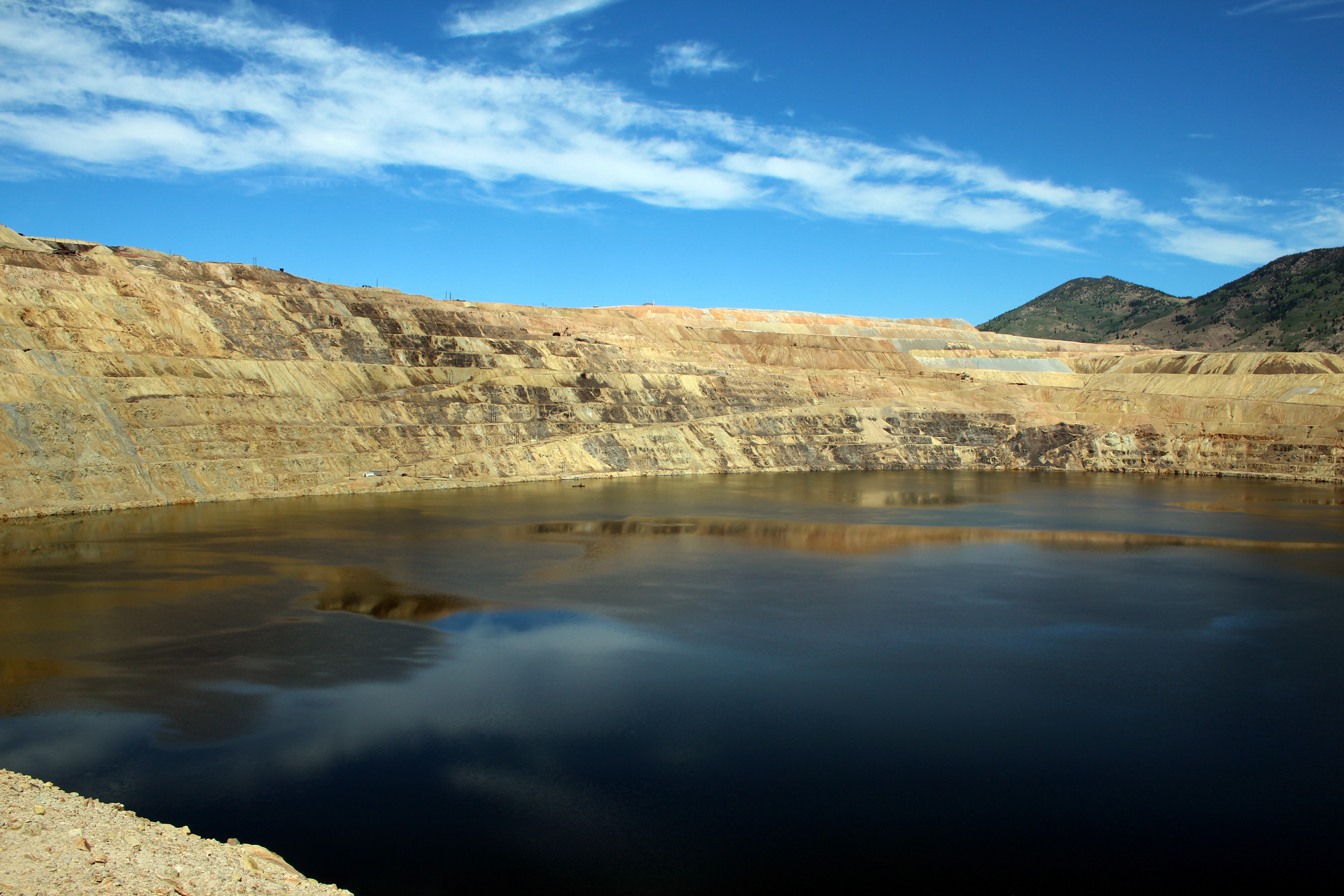
معدن برکلی پیت در بوت، مونتانا.
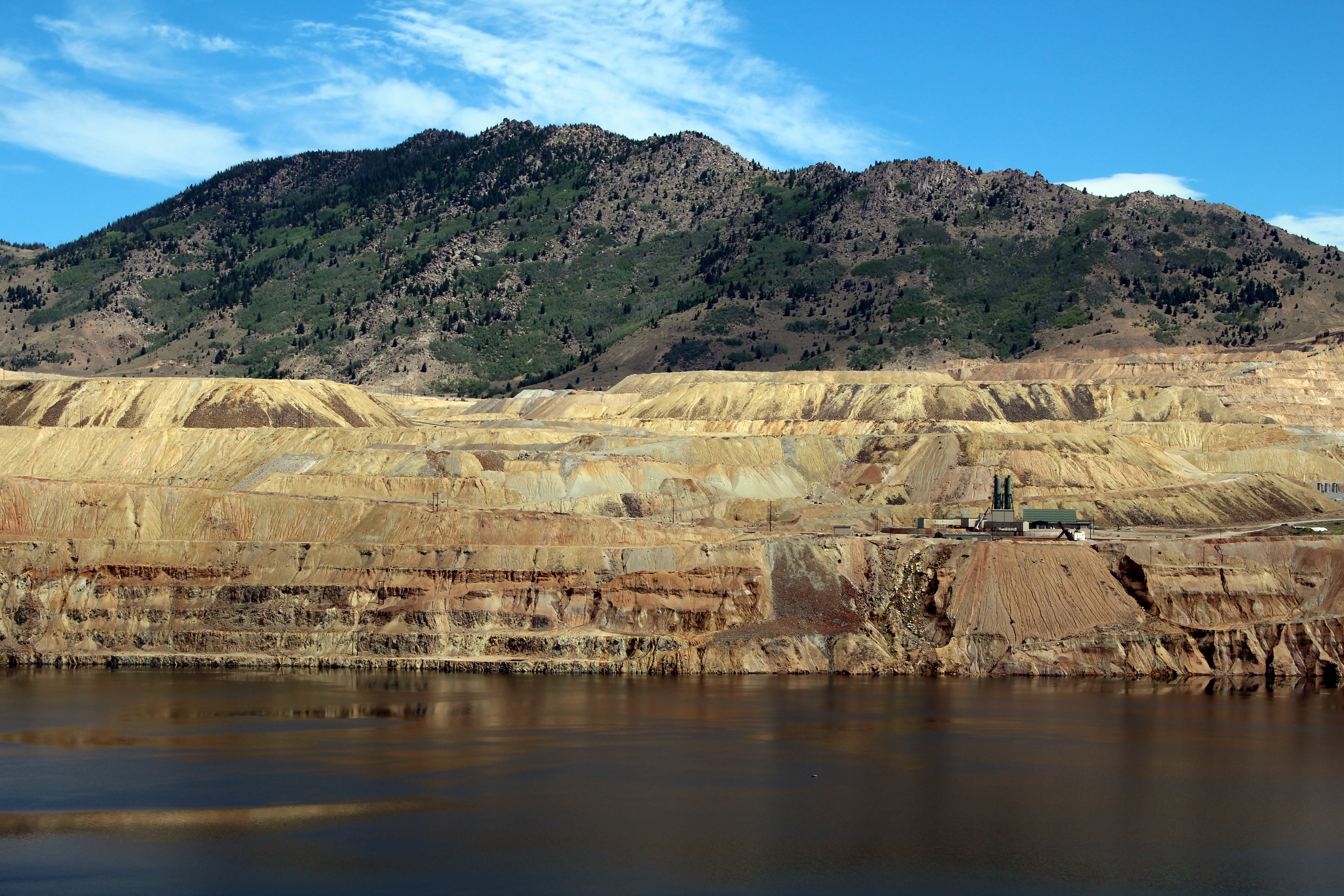
معدن برکلی پیت در بوت، مونتانا.
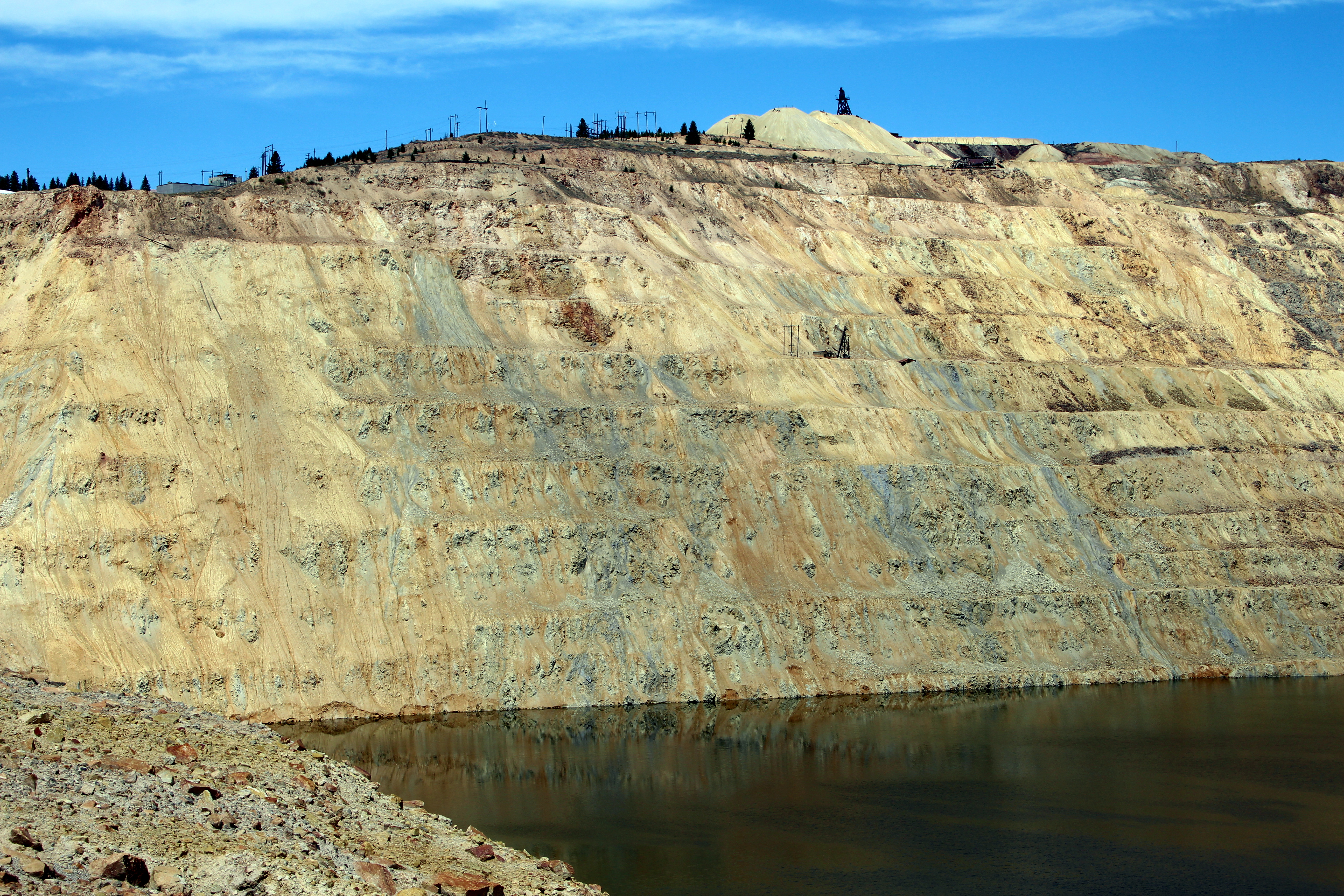
معدن برکلی پیت در بوت، مونتانا.